# Route nationale 458
Die N458 war eine französische Nationalstraße, die zwischen der N151 bei Vézelay und N78 östlich von Nevers verlief. Ihre Länge betrug 78 Kilometer.